# سونگ یانگ
سونگ یانگ (松讓) نخستین و واپسین پادشاه پادشاهی بیریو است. او در ۳۶ پیش از میلاد پس از تسلیم شدن به گوگوریو، به ریاست سرزمین دامول منصوب گردید.

## تاریخچه
در سال ۳۷ قبل از میلاد، هنگام شکار ، او از رودخانه بیریو بالا رفت و از کشور بیریو بازدید نمود. جومونگ از گوگوریو و سونگ یانگ از بیریو از طریق مناظره و هنرهای رزمی برای تسلط بر یکدیگر به رقابت پرداختند، با این حال توسط امپراتور جومونگ شکست خورد. زمانی که او در سال ۳۶ قبل از میلاد تسلیم امپراتور جومونگ شد، جومونگ او را به عنوان فرماندار بیریو منصوب کرد که به دامولدو تغییر عنوان داد. در سال ۱۸ قبل از میلاد، او دختر خود را به عنوان همسر به پادشاه یوری از گوگوریو پیشنهاد نمود و سرانجام به ازدواج این دو ختم شد.
دیدگاهی وجود دارد که «یانگ (讓)» در سونگ‌یانگ (松陽) مرتبط با نمادهای چینی «نا (那)» یا «نو (奴)» است. بر این اساس، سونگ‌یانگ می‌تواند به معنای «سرزمین سونگ (松)» یا «سونگ‌نا (松那)» و «سونگ‌نو (松奴)» تفسیر شود، که به تاریخ و فرهنگ کره اشاره دارد.

## آثاری با حضور سونگ یانگ
- پارک جونگ کوان در نقش سونگ یانگ در مجموعه تلویزیونی جومونگ ( ام بی سی ، ۲۰۰۶–۲۰۰۷ )
- کیم بیونگ کی در نقش سانگا-رئیس قبایل جولبون در مجموعه سرزمین بادها ( محصول شبکه kbs2، محصول سال ۲۰۰۸-۲۰۰۹ )